# Cheiracanthium pichoni
Cheiracanthium pichoni là một loài nhện trong họ Miturgidae.
Loài này thuộc chi Cheiracanthium. Cheiracanthium pichoni được Ehrenfried Schenkel-Haas miêu tả năm 1963.